# Pětipsy (zámek)
Pětipsy jsou zřícenina tvrze přestavěné na zámek ve stejnojmenné obci v okrese Chomutov asi devět kilometrů jihovýchodně od Kadaně. Od roku 1963 je chráněna jako kulturní památka.

## Historie
První zmínka o Pětipsech je z roku 1226, kdy patřily doksanskému klášteru. Později se staly královským majetkem a v roce 1322 je jako léno získal Fridrich z Egerberka, který si zde postavil vodní tvrz. Jeho rodu vesnice s tvrzí patřila téměř 200 let. Jeden z jeho potomků, Odolen mladší Pětipeský, při jednom ze svých sporů ve tvrzi věznil v letech 1404–1407 svého souseda Vlada z Polák. V roce 1500 prodali Pětipeští panství Jiřímu a Felixovi Oplům z Fictumu, ale brzy je získali zpět, protože v roce 1504 je znovu prodali Václavu Hasištejnskému z Lobkovic. Ten panství připojil k Hasištejnu. Václav Hasištejnský zemřel v roce 1518 a jeho dědic Zikmund Hasištejnský z Lobkovic prodal Pětipsy Oplovi z Fictumu, kterému patřily až do roku 1530, kdy utekl ze země před trestem za penězokazectví. Jeho zabavený majetek královská koruna nejprve zastavila a roku 1545 prodala Albrechtu Šlikovi. Od té doby byly Pětipsy svobodným statkem, který od Šliků v roce 1559 koupil Jeroným Hrobčický z Hrobčic.
Kolem roku 1560 byla Hrobčickými tvrz přestavěna na renesanční zámek. Oldřich Hrobčický za účast na stavovském povstání o Pětipsy přišel v roce 1623 a o sedm let později statek koupil nejvyšší královský hofmistr hrabě Kryštof Šimon z Thun-Hohensteinu. Klášterečtí Thunové Pětipsy vlastnili až do pozemkové reformy v roce 1923. Na zámku sídlila správa statku, ke kterému patřily také Račetice, Kličín a několik dalších vesnic. Už od 19. století však Thunové pětipeský poplužní dvůr pronajímali majiteli zdejšího cukrovaru Gustavu Hodkovi. Jeho potomek, Zdeněk Hodek, dvůr se zámkem později koupil a v jeho rodině, která na pozemcích přiléhajících k zámku postavila i novodobé zahradní pavilony, zůstal až do čtyřicátých let 20. století. Zámek byl rodině zkonfiskován roku 1948 a během následujícího působení místního státního statku byl značně zdevastován. Při restituci v roce 1995 převzali zámeckou zříceninu potomci původních majitelů.
Roku 2012 zámecký areál za tři miliony korun koupilo občanské sdružení Via Levamente a zahájilo kroky k záchraně zámku. Po nezbytných přípravných pracích sdružení v roce 2017 začalo rekonstrukci gotické části zámku včetně provizorního zastřešení. Zámek byl také příležitostně otevřen návštěvníkům. Záměrem spolku je vybudovat v zámku muzeum věnované historii Sámovy říše. Rekonstrukce poloviny zámecké budovy stála čtyřicet milionů korun. Od 3. srpna 2024 je zámek pravidelně přístupný návštěvníkům. Expozice je věnována rodině Hodků a zakladateli tvrze, Fridrichovi Pětipeskému.

## Stavební podoba
Předchůdcem zámku byla gotická tvrz ze 14. století. Tvořila ji třípatrová budova se zdmi silnými 1,8 metru. Do jádra tvrze obehnaného valem a vodním příkopem se vstupovalo od jihu. Při renesanční přestavbě v 16. století byla stará tvrz zahrnuta do zdiva nového zámku tak, že přístavbou západního a jižního křídla vznikl zámek s půdorysem písmena U opevněný vodním příkopem.
Stávající podobu získal zámek až ze thunovské barokní přestavby v 17. století, během které bylo nádvoří uzavřeno východním křídlem. Do nádvoří vedl vjezd po mostě přes příkop a branou v jižním křídle. V 18. století proběhla klasicistní úprava venkovních fasád a na nádvoří byly vybudovány pavlače, které spojovaly místnosti v patře. V první polovině 19. století byly dřevěné pavlače nahrazeny cihlovými arkádami a střecha pokryta taškami.
Zámek se ve druhé polovině 20. století dostal do velmi špatného stavu a zůstaly z něj stát prakticky jen obvodové zdi a klenuté stropy některých přízemních místností.